# Улыбин, Василий Иванович
Васи́лий Ива́нович Улы́бин (1916—2007) — советский хозяйственный деятель, генеральный директор производственного объединения «Кировский завод», Герой Социалистического Труда (1975).

## Биография
Родился 22 ноября (5 декабря) 1916 года в городе Коломна Московской губернии (ныне Московской области) в семье крестьянина, русский.
Окончил школу фабрично-заводского ученичества в Москве при Первом государственном подшипниковом заводе, где стал работать токарем. В 1936—1941 годах трудился в Коломне на машиностроительном заводе токарем, приёмщиком отдела технического контроля, мастером.
Вскоре после начала Великой Отечественной войны, в октябре 1941 года, вместе с заводом эвакуирован в город Киров, где работал мастером.
После завершения эвакуации вернулся в Коломну и поступил в Специальное конструкторское бюро (СКБ), где работал последовательно старшим мастером, начальником цеха, начальником производства, секретарём партбюро, первым заместителем начальника СКБ — директором опытного завода, заместителем главного конструктора Конструкторского бюро машиностроения (КБМ) Министерства оборонной промышленности СССР по технологии. Без отрыва от производства окончил в Коломне с отличием вечерний паровозостроительный техникум, а в 1955 году — Всесоюзный заочный машиностроительный институт.
Активно участвовал в изготовлении, доводке и постановке на производство оборонной техники. Под его руководством и при непосредственном его участии отрабатывались образцы миномётного вооружения, первых изделий ракетного направления — «Шмель», «Малютка», «Стрела-2», Стрела-3, «Гном». Внёс большой вклад в создание опытного производства нового поколения — опытный завод КБМ стал крупнейшим заводом в своей отрасли.
С апреля 1969-го по июнь 1972 года — директор Тульского машиностроительного завода Министерства оборонной промышленности СССР.
В июне 1972 года был назначен директором Кировского завода в Ленинграде. С 1973-го по июнь 1976 года — генеральный директор объединения «Кировский завод» Миноборонпрома СССР, в который входили филиалы завода в Тихвине, Великих Луках.
Внёс большой вклад в укрепление обороноспособности страны. За IX пятилетку (1971—1975) объединением, которым он руководил, был выпущен 100-тысячный трактор К-700, в короткое время осуществлён переход на серийный выпуск трёхсотсильного трактора К-701. Созданы производственные мощности по выпуску танка Т-80. Досрочно завершено строительство комплекса прокатного производства. Задания IX пятилетки были досрочно выполнены и по другим показателям.
Указом Президиума Верховного Совета СССР от 8 октября 1975 года за выдающиеся достижения в создании и освоении серийного производства тракторов «Кировец» Василию Ивановичу Улыбину присвоено звание Героя Социалистического Труда с вручением ордена Ленина и золотой медали «Серп и Молот».
Избирался депутатом Тульского городского и областного Советов, Коломенского городского Совета, членом Тульского обкома и Коломенского горкома КПСС.
В 1976 году ушёл на заслуженный отдых.
Проживал в Санкт-Петербурге в знаменитом Толстовском доме в 655 квартире.
Умер 20 мая 2007 года на 91-м году жизни. Похоронен на Красненьком кладбище.

## Награды
- золотая медаль «Серп и Молот» (1975)
- два ордена Ленина (1971, 1975)
- орден Трудового Красного Знамени (1966)
- медали СССР
- премия имени С. И. Мосина

## Память
В Коломенском институте (филиале) Московского политехнического университета учреждена стипендия имени В. И. Улыбина, которой награждаются студенты, успевающие на «хорошо» и «отлично» и активно занимающиеся научно-исследовательской работой.

## Семья
- Жена — Лидия Васильевна Улыбина (1918—2013).
- Сын — Николай Васильевич Улыбин (род. 1956).